# Steven Universe
Steven Universe là một bộ phim hoạt họa truyền hình dài tập của Mỹ phát sóng trên kênh Cartoon Network, được sáng tác bởi Rebecca Sugar và được phân phối bởi Warner Bros. Cốt truyện phim xoay quanh cuộc sống của một cậu bé đang tuổi mới lớn, Steven Universe (Zach Callison), với nhóm giám hộ thần kỳ Crystal Gems của cậu—một nhóm người ngoài hành tinh có tên gọi dựa theo các loại khoáng sản ngoài đời thực, lần lượt là Ngọc Hồng Lựu (Estelle), Thạch Anh Tím (Michaela Dietz) và Ngọc Trai (Deedee Magno Hall)—tại một thị trấn hư cấu tên là Beach City. Steven, người mang trong mình nửa dòng máu Gem, tham gia nhiều cuộc phiêu lưu kỳ thú cùng bạn bè và giúp đỡ nhóm Gems bảo vệ Trái Đất khỏi chính đồng loại của họ. Tập thử nghiệm của loạt phim ra mắt lần đầu tiên vào tháng 5 năm 2013, rồi được chính thức phát sóng và kéo dài tới 5 mùa, từ tháng 11 năm 2013 đến tháng 1 năm 2019. Sau khi loạt phim chính khép lại, bộ phim lẻ Steven Universe: The Movie được công chiếu vào tháng 9 năm 2019, tiếp nối bởi loạt phim hậu truyện giới hạn có tiêu đề Steven Universe Future phát sóng từ tháng 12 năm 2019 đến tháng 3 năm 2020.
Các chủ đề chính được khai thác trong Steven Universe bao gồm tình yêu, gia đình và tầm quan trọng của các mối quan hệ lành mạnh giữa các cá nhân. Sugar thiết kế nhân vật chính dựa trên người em trai của cô là Steven, anh cũng chính là một họa sĩ của loạt phim. Sugar nung nấu ý tưởng về Steven Universe kể từ khi cô còn làm biên kịch và họa sĩ phân cảnh cho chương trình Adventure Time; về sau cô bỏ công việc đó vì được Cartoon Network chấp thuận ủy quyền sản xuất loạt phim riêng. Công đoạn phát triển nội dung của Steven Universe dựa phần lớn theo lối storyboard; các họa sĩ, ngoài việc minh họa phân cảnh trên bảng, cũng chịu trách nhiệm viết lời thoại và dựng hành động cho các nhân vật. Nhiều sản phẩm sách báo, truyện tranh và trò chơi điện tử ăn theo loạt phim cũng đã được phát hành.
Trong quá trình phát sóng, Steven Universe đã gây dựng được một lượng khán giả hâm mộ đông đảo, và được giới phê bình đánh giá rất cao về các mảng thiết kế, âm nhạc, lồng tiếng, xây dựng nhân vật, sự không ngần ngại trong việc miêu tả chủ đề LGBTQ và cách xây dựng một thế giới khoa học giả tưởng khá chân thực. Loạt phim đã giành về nhiều giải thưởng lớn, tiêu biểu là Giải Truyền thông GLAAD ở hạng mục Chương trình Gia đình & Thiếu nhi xuất sắc nhất vào năm 2019, vì vậy nó đã trở thành loạt phim hoạt hình đầu tiên có được vinh dự này. Loạt phim cũng được trao tặng Giải Peabody ở hạng mục Chương trình dành cho thiếu nhi & thanh thiếu niên vào năm 2019, ngoài ra còn được đề cử năm Giải Primetime Emmy và năm Giải Annie.

## Nội dung
Phim có bối cảnh đặt ở một thành phố hư cấu tên là Beach City, Delmarva. Tại đây, nhóm Crystal Gems sống trong một ngôi đền cổ hướng ra biển và chiến đấu để bảo vệ nhân loại khỏi các mối hiểm họa. Họ là những chiến binh ngoài hành tinh có hình hài giống phụ nữ loài người nhưng thực chất chỉ là ảo ảnh được tạo ra từ viên đá quý, đóng vai trò là lõi sống, trên thân thể họ. Bốn thành viên của nhóm chiến binh này bao gồm Garnet (Ngọc Hồng Lựu), Amethyst (Thạch Anh Tím), Pearl (Ngọc Trai), và cậu nhóc con lai giữa hai chủng người và Đá Quý tên là Steven Universe. Steven được thừa hưởng viên ngọc của mẹ mình, Rose Quartz (Thạch Anh Hồng), người mà trước đây từng là lãnh đạo của nhóm Crystal Gem. Trong quá trình tìm hiểu năng lực của mình, cậu nhóc thường đồng hành cùng các Đá Quý đi làm các nhiệm vụ nguy hiểm, hoặc dành thời gian với người bố Greg, với người bạn thân Connie, với con sư tử nuôi thần kỳ của cậu, và với những cư dân của Beach City. Một trong số những khả năng Steven thừa hưởng từ mẹ đó là sự dung hợp—tức là khả năng hòa lẫn hai Đá Quý với nhau và hình thành nên dạng hình mới và nhân cách mới—về sau sẽ trở thành khái niệm then chốt của loạt phim.
Mùa đầu tiên của loạt phim dần tiết lộ rằng Crystal Gem là những kẻ đào tẩu khỏi một đế chế liên thiên hà. Trong quá trình làm nhiệm vụ, họ đã đến thăm những tàn tích từng một thuở thuộc về đế chế Đá Quý hùng mạnh song hiện đã bị bỏ hoang trong nhiều thiên niên kỷ. Nhóm Crystal Gem đã cắt liên lạc với Quê Nhà của họ, và Steven dần nhận ra rằng những cổ vật và quái vật mà họ bắt gặp trên đường làm nhiệm vụ thực chất là những Đá Quý không thể duy trì được hình dạng giống người nữa, hậu quả của một vũ khí hủy diệt hàng loạt từ Quê Nhà (sau được tiết lộ là Corrupting Light). Cuối mùa đầu tiên, Steven biết được rằng hàng thiên niên kỷ trước, đế chế Đá Quý đã có ý định trừ khử mọi dạng sống trên Trái Đất để ươm mầm những viên đá quý mới, nhưng Rose Quartz đã dẫn dắt đạo quân Crystal Gem nổi dậy và ngăn chặn kế hoạch diệt chủng này. Việc phát hiện và giải phóng Lapis Lazuli, một viên đá bị mắc kẹt đằng sau một cái gương đã hàng thiên kỷ trên Trái Đất, khiến nhóm Crystal Gem lại một lần nữa phải đối mặt với mối đe dọa từ Quê Nhà sau khi Peridot và Jasper được cử tới Trái Đất.
Ở mùa thứ hai, Peridot tạo phản và chính thức gia nhập nhóm Crystal Gem để giúp họ ngăn chặn sự hủy diệt sắp tới của Trái Đất sẽ được gây ra bởi một "vũ khí địa lý" gọi là Cluster, được chôn sâu trong lòng đất. Ở mùa thứ ba, Lapis Lazuli quyết định quay lại sống trên Trái Đất cùng Peridot; Jasper bị đánh bại và bị bắt; và Steven biết được rằng mẹ cậu đã ám sát một trong những mẫu trưởng của đế chế Đá Quý, Kim Cương Hồng. Ở mùa thứ tư, trong khi Steven đấu tranh với những cảm xúc mâu thuẫn về hành động của mẹ mình, các nhà lãnh đạo đế chế là Kim Cương Xanh và Kim Cương Vàng dồn mọi sự chú ý của họ về Trái Đất. Ở mùa thứ năm và cũng là mùa cuối cùng của loạt phim, sự thật rốt cuộc được sáng tỏ rằng Kim Cương Hồng đã giả chết và lấy danh tính Rose Quartz; biết được điều này, Steven đối diện với các Kim Cương và dần cảm hóa họ.